# 구이밍양
구이밍양(桂名揚, 개명(改名) 前 이름: 桂銘揚, 1909년 10월 22일 ~ 1958년 6월 15일)은 홍콩의 배우였다.
청나라 광둥 성 난하이에서 출생하였으며 지난날 한때 청나라 광둥 성 포산에서 잠시 유아기를 보낸 적이 있는 그는 1911년에 마카오로 이주하였고 그 후 1913년 홍콩으로 재이주하여 그 후 홍콩에서 성장하였다. 1920년 아역 월극배우 첫 데뷔하였다. 홍콩 월극 《패왕별희》, 《적벽대전》 등으로 적역을 얻었으며 알렉산더 그레이엄 홍콩 총독과 주아킴 마르케스 에스파르테루 마카오 총독에게 모두 갈채를 받기도 한 그는 1955년 연기자 분야에서 은퇴하였다.